# Porsica punctifascia
Porsica punctifascia är en fjärilsart som beskrevs av George Francis Hampson 1897. Porsica punctifascia ingår i släktet Porsica och familjen tandspinnare. Inga underarter finns listade i Catalogue of Life.